# 977

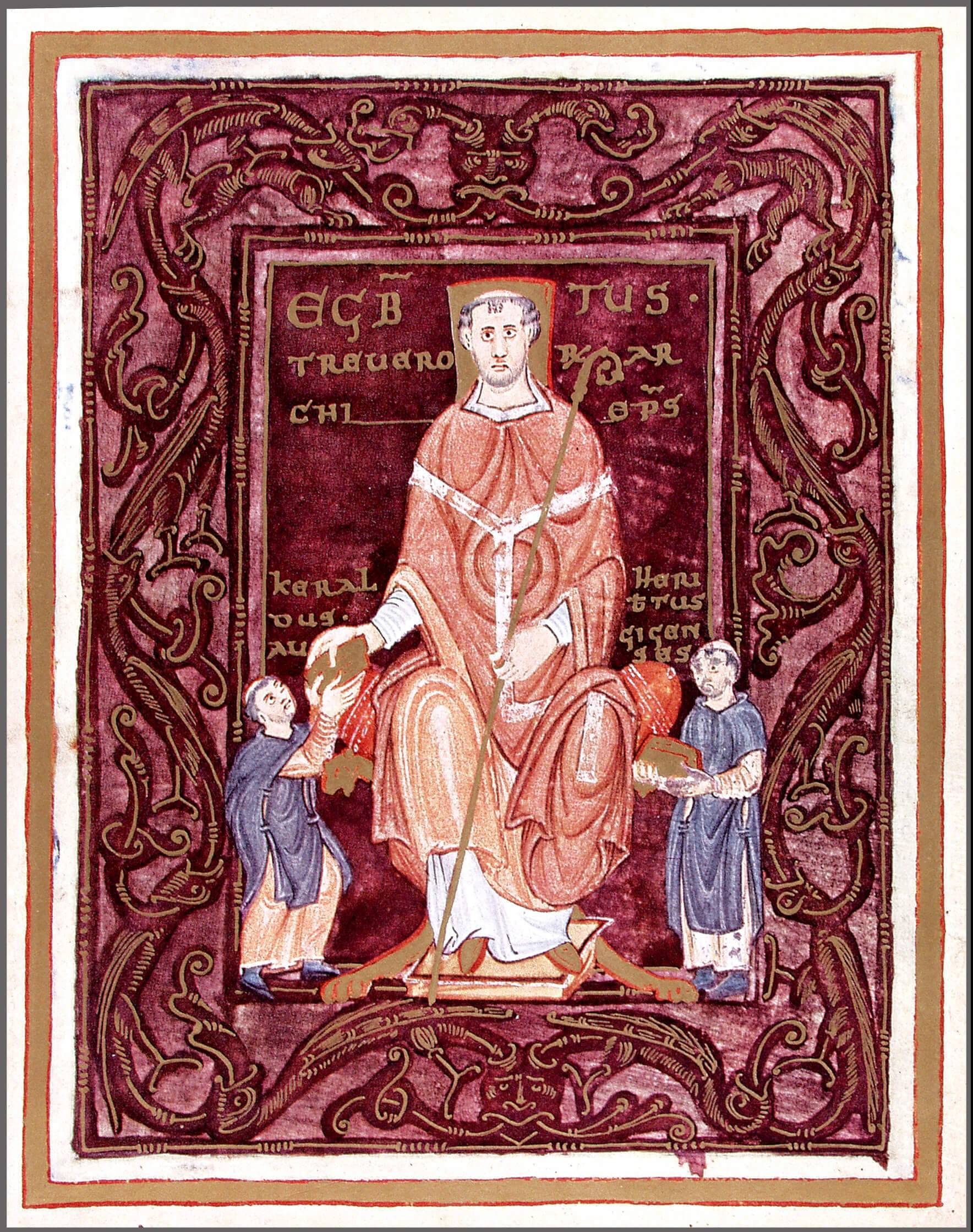
Portret of Egbert van Trier (950 - 993)

Het jaar 977 is het 77e jaar in de 10e eeuw volgens de christelijke jaartelling.

## Gebeurtenissen

### Europa
- Zomer - Keizer Otto II ("de Rode") benoemt zijn neef Karel, de onwettige zoon van wijlen koning Lodewijk IV ("van Overzee"), tot hertog van Neder-Lotharingen. Koning Lotharius III (II), beschouwt het hertogdom als zijn eigen grondgebied en verklaart de oorlog aan het Heilige Roomse Rijk. Ondertussen onderdrukt het Duitse leger van Otto een opstand in Beieren en verovert de stad Passau.[1]
- Zomer - Boris II, heerser (tsaar) van het Bulgaarse Rijk, en zijn jongere broer Roman slagen erin te ontsnappen uit gevangenschap in Constantinopel. Ze bereiken de Bulgaarse grens, maar Boris wordt per ongeluk door de grenswachten vermoord. Roman wordt in Preslav gekroond tot de nieuwe heerser, hoewel de leiding en de controle over het leger in handen blijven van zijn neef Samuel.[2]
- Vladimir van Kiev, de broer van grootvorst Jaropolk I, vlucht naar Scandinavië. Hij ronselt troepen om een veldtocht voor te bereiden en de macht te herstellen in het Kievse Rijk.[3]

### Religie
- Egbert wordt door Otto II ("de Rode") benoemd tot aartsbisschop van Trier. Hij krijgt de taak de belangen van het Heilige Roomse Rijk te bewaken.[4]
- De Imam Alimoskee (of Imam Alimausoleum) in Najaf (huidige Irak) wordt gebouwd.
- Eerste schriftelijke vermelding van Egmond aan Zee (gelegen in Noord-Holland).

## Overleden
- Boris II, heerser (tsaar) van het Bulgaarse Rijk (r. 969 - 977)
- Dubravka van Bohemen, Boheems edelvrouw en prinses